# Icelinus
Az Icelinus a sugarasúszójú halak (Actinopterygii) osztályának skorpióhal-alakúak (Scorpaeniformes) rendjébe, ezen belül a kölöntefélék (Cottidae) családjába tartozó nem.

## Rendszerezés
A nembe az alábbi 11 faj tartozik:
- Icelinus borealis Gilbert, 1896
- Icelinus burchami Evermann & Goldsborough, 1907
- Icelinus cavifrons Gilbert, 1890
- Icelinus filamentosus Gilbert, 1890
- Icelinus fimbriatus Gilbert, 1890
- Icelinus japonicus Yabe, Tsumura & Katayama, 1980
- Icelinus limbaughi Rosenblatt & Smith, 2004
- Icelinus oculatus Gilbert, 1890
- Icelinus pietschi Yabe, Soma & Amaoka, 2001
- Icelinus tenuis Gilbert, 1890
- Icelinus quadriseriatus (Lockington, 1880)